# X Factor 2023 (Danmark)
X Factor 2023 var den 16. sæson af talentkonkurrencen X Factor. Sæsonen blev vist for femte gang på TV 2. På finaledagen af den 15. sæson af X Factor, blev det offentliggjort at programmet ville vende tilbage med en sæson 16.
I maj 2022 offentliggjorde TV2, at de havde fyret Martin Jensen som dommer, fordi de ville prøve noget nyt. Den 10. august 2022, blev hans erstatning, i form af Nephew- og Hugorm-forsanger Simon Kvamm, offentliggjort.
Den 31. januar 2023 meldte Sofie Linde ud på hendes Instagramprofil, at hun ville stoppe som vært på programmet efter at have været vært i 7 år . Den 7. juli 2023 var hendes afløser i form af radiovært Maria Fantino klar. 
Formatændringen fra forrige sæson gentog sig hvilket betød, at de tre dommere havde deltagere fra alle tre kategorier.
For første gang havde en deltager overlevet farezonen 3 gange og nået til semifinalen, da Kvamie Livs unges solist Nambahlou både var i farezonen i uge 2, 4 og 5.
Samtidig var der første gang at 2 grupper nåede til finalen.
Simon Kvamm`s gruppe ROSÉL vandt med 53.92% af stemmerne i finalen over Sigalaz og Theodor, dermed vandt Simon Kvamm X Factor i sin første sæson og med hele 2 deltagere i finalen.

## Kunstnernes udvælgelsesproces

### 6 Chair Challenge
De 36 udvalgte kunstnere til 6 Chair Challenge var:
De artister der er markeret med fed, gik videre til bootcamp.
Kwamie Livs deltagere:
- Under 23: Nambahlou, Luka, Freja, Anne Modupe
- Over 23: Henrik, Mathias, Iben, Olvheõin (Oli)
- Grupperne: Diverse, Lav Sol, Clara & Rebekka, Stjerneskudene

Simon Kvamms deltagere:
- Under 23: Theodor, Laura, Malou, Valdemar
- Over 23: Kristoffer, Lise, Nicolas, Joy
- Grupperne: Misunderstood, Selma & Rosa, Gårdsdagens drenge, Unge Fædre

Thomas Blachmans deltagere:
- Under 23: Valdemar, Clara, Rose, Annika
- Over 23: Simon, Peter, Rosita, Arilde
- Grupperne: Sigala, Nanna & Frida, Cani & Choni, The Oddballs

### Bootcamp
Bootcampen blev afholdt efter de 36 deltagere var blevet skåret ned til 9 i 6 chair challenge.
Blachmanns bootcamp blev holdt på Esrum Kloster, Kwamie Livs blev holdt på Munkeruphus i Dronningmølle og Simon Kvamms bootcamp blev holdt på det gamle kanonstøberi Gjethuset i Frederiksværk.
De 9 udvalgte kunstnere til liveshows var:
Kwamie Livs deltagere:
- Under 23: Nambahlou, Luka
- Over 23: Henrik, Mathias
- Grupperne: Diverse, Lav Sol

Simon Kvamms deltagere:
- Under 23: Theodor, Malou
- Over 23: Kristoffer, Lise
- Grupperne: Misunderstood, Selma & Rosa (ROSÉL)

Thomas Blachmans deltagere:
- Under 23: Clara, Annika
- Over 23: Peter, Rosita
- Grupperne: Sigalaz, Nanna & Frida

## Finalister
– Vinder
     – Andenplads
     – Tredjeplads
     – Udstemt
| Mentor          | Solist under 23  | Solist over 23      | Grupper |
| --------------- | ---------------- | ------------------- | ------- |
| Kwamie Liv      | Nambahlou        | Henrik              | Diverse |
| Simon Kvamm     | Theodor          | Kristoffer Lundholm | ROSÉL   |
| Thomas Blachman | Clara Nedergaard | Rosita              | Sigalaz |

Thomas Blachmanns gruppe Sigalaz hed oprindeliget Sigala, efter de to brødres efternavn, men da den engelske succesfulde DJ Bruce Fielder allerede bruger kunsternavnet Sigala, blev gruppen nødsaget til at ændre deres gruppenavn til 'Sigalaz'.

## Liveshows

### Statistik
Farvekoder:
| - | Simon Kvamm som mentor      |
| - | Thomas Blachmann som mentor |
| - | Kwamie Liv som mentor       |

| – | Vinder                                                                            |
| – | Andenplads                                                                        |
| – | Deltageren var blandt de to med laveste stemmer, og skulle synge igen i farezonen |
| – | Deltageren blev råbt op som værende gået videre (vilkårlig rækkefølge)            |
| – | Deltageren fik færrest seerstemmer og blev som følge heraf stemt ud               |
| – | Deltageren trak sig fra konkurrencen                                              |

| [ 7 ]                     | [ 7 ]                     | Uge 1               | Uge 2               | Uge 3                       | Uge 4                           | Uge 5                       | Uge 6 | Uge 7 | Uge 7 |
| [ 7 ]                     | [ 7 ]                     | Uge 1               | Uge 2               | Uge 3                       | Uge 4                           | Uge 5                       | Uge 6 | 1. runde | 2. runde |
| ------------------------- | ------------------------- | ------------------- | ------------------- | --------------------------- | ------------------------------- | --------------------------- | --- | --- | --- |
| 1                         | ROSÉL                     | 4. 12.62%           | 3. 14.75%           | 2. 15.65%                   | 4. 16.28%                       | 2. 22.86%                   | 2. 25.70% | 2. 37.53% | Vindere 53.92% |
| 2                         | Sigalaz                   | 2. 14.96%           | 1. 16.77%           | 4. 15.38%                   | 1. 20.49%                       | 3. 21.63%                   | 1. 30.53% | 1. 39.57% | Andenplads 46.08% |
| 3                         | Theodor                   | 3. 14.41%           | 4. 14.60%           | 5. 14.35%                   | 2. 17.88%                       | 1. 25.08%                   | 3. 22.08% | 3. 22.9% | Udstemt (Uge 7) |
| 4                         | Nambahlou                 | 7. 7.60%            | 7. 7.57%            | 3. 15.58%                   | 5. 14.69%                       | 5. 13.23%                   | 4. 21.69% | Udstemt (Uge 6) | Udstemt (Uge 6) |
| 5                         | Clara Nedergaard          | 1. 17.62%           | 2. 15.82%           | 1. 16.51%                   | 3. 17.77%                       | 4. 17.20%                   | Udstemt (Uge 5) | Udstemt (Uge 5) | Udstemt (Uge 5) |
| 6                         | Kristoffer Lundholm       | 6. 10.44%           | 6. 11.87%           | 6. 12.75%                   | 6. 12.88%                       | Udstemt (Uge 4)             | Udstemt (Uge 4) | Udstemt (Uge 4) | Udstemt (Uge 4) |
| 7                         | Henrik                    | 5. 12.04%           | 5. 14.04%           | 7. 9.77%                    | Udstemt (Uge 3)                 | Udstemt (Uge 3)             | Udstemt (Uge 3) | Udstemt (Uge 3) | Udstemt (Uge 3) |
| 8                         | Rosita                    | 9. 4.77%            | 8. 4.58%            | Udstemt (Uge 2)             | Udstemt (Uge 2)                 | Udstemt (Uge 2)             | Udstemt (Uge 2) | Udstemt (Uge 2) | Udstemt (Uge 2) |
| 9                         | Diverse                   | 8. 5.54%            | Udstemt (Uge 1)     | Udstemt (Uge 1)             | Udstemt (Uge 1)                 | Udstemt (Uge 1)             | Udstemt (Uge 1) | Udstemt (Uge 1) | Udstemt (Uge 1) |
| Laveste stemmer           | Laveste stemmer           | Diverse, Rosita     | Rosita, Nambahlou   | Kristoffer Lundholm, Henrik | Kristoffer Lundholm, Nambahlou  | Clara Nedergaard, Nambahlou | Ingen dommerstemmer eller deltagere i farezone: Det er alene seernes stemmer der afgør, hvem der bliver elimineret, og hvem der i sidste ende vinder. | Ingen dommerstemmer eller deltagere i farezone: Det er alene seernes stemmer der afgør, hvem der bliver elimineret, og hvem der i sidste ende vinder. | Ingen dommerstemmer eller deltagere i farezone: Det er alene seernes stemmer der afgør, hvem der bliver elimineret, og hvem der i sidste ende vinder. |
| Simon Kvamm stemte ud     | Simon Kvamm stemte ud     | Diverse             | Rosita              | Henrik                      | Nambahlou                       | Clara Nedergaard            | Ingen dommerstemmer eller deltagere i farezone: Det er alene seernes stemmer der afgør, hvem der bliver elimineret, og hvem der i sidste ende vinder. | Ingen dommerstemmer eller deltagere i farezone: Det er alene seernes stemmer der afgør, hvem der bliver elimineret, og hvem der i sidste ende vinder. | Ingen dommerstemmer eller deltagere i farezone: Det er alene seernes stemmer der afgør, hvem der bliver elimineret, og hvem der i sidste ende vinder. |
| Kwamie Liv stemte ud      | Kwamie Liv stemte ud      | Rosita              | Rosita              | Kristoffer Lundholm         | Kristoffer Lundholm             | Clara Nedergaard            | Ingen dommerstemmer eller deltagere i farezone: Det er alene seernes stemmer der afgør, hvem der bliver elimineret, og hvem der i sidste ende vinder. | Ingen dommerstemmer eller deltagere i farezone: Det er alene seernes stemmer der afgør, hvem der bliver elimineret, og hvem der i sidste ende vinder. | Ingen dommerstemmer eller deltagere i farezone: Det er alene seernes stemmer der afgør, hvem der bliver elimineret, og hvem der i sidste ende vinder. |
| Thomas Blachman stemte ud | Thomas Blachman stemte ud | Diverse             | Nambahlou           | Henrik                      | Kristoffer Lundholm             | Nambahlou                   | Ingen dommerstemmer eller deltagere i farezone: Det er alene seernes stemmer der afgør, hvem der bliver elimineret, og hvem der i sidste ende vinder. | Ingen dommerstemmer eller deltagere i farezone: Det er alene seernes stemmer der afgør, hvem der bliver elimineret, og hvem der i sidste ende vinder. | Ingen dommerstemmer eller deltagere i farezone: Det er alene seernes stemmer der afgør, hvem der bliver elimineret, og hvem der i sidste ende vinder. |
| Udstemt                   | Udstemt                   | Diverse Niendeplads | Rosita Ottendeplads | Henrik Syvendeplads         | Kristoffer Lundholm Sjetteplads | Clara Nedergaard Femteplads | Nambahlou Fjerdeplads | Theodor Tredjeplads | Sigalaz Andenplads |
| Udstemt                   | Udstemt                   | Diverse Niendeplads | Rosita Ottendeplads | Henrik Syvendeplads         | Kristoffer Lundholm Sjetteplads | Clara Nedergaard Femteplads | Nambahlou Fjerdeplads | Theodor Tredjeplads | ROSÉL Vinder |
| Kilde                     | Kilde                     | [ 8 ]               | [ 9 ]               | [ 10 ]                      | [ 11 ]                          | [ 12 ]                      | [ 13 ] | [ 14 ] | |

### Live shows

#### Uge 1 (17. februar)
- Tema: Signatursang[15]

| Rækkefølge | Artist              | Sang (original kunstner)                                | Resultat     | Stemmeprocent | Plads i liveshow |
| ---------- | ------------------- | ------------------------------------------------------- | ------------ | ------------- | ---------------- |
| 1          | Theodor             | "Fantastiske Toyota" (TV-2)                             | Stemt videre | 14,41%        | 3                |
| 2          | Nambahlou           | "Call It What You Want" (Brimheim)                      | Stemt videre | 7,60%         | 7                |
| 3          | Sigalaz             | ''GhettoMusick'' (OutKast)                              | Stemt videre | 14,96%        | 2                |
| 4          | Kristoffer Lundholm | "Stråle - Tåre - Dråbe" (Hymns from Nineveh)            | Stemt videre | 10,44%        | 6                |
| 5          | Diverse             | ''Vogue'' (Madonna)                                     | I farezonen  | 5,54%         | 8                |
| 6          | Rosita              | "Tag det tilbage" (Rosita)                              | I farezonen  | 4,77%         | 9                |
| 7          | ROSÉL               | "Elskede at drømme, drømmer om at elske" (Peter Sommer) | Stemt videre | 12,62%        | 4                |
| 8          | Henrik              | ''Free and Easy'' (Dierks Bentley)                      | Stemt videre | 12,04%        | 5                |
| 9          | Clara Nedergaard    | "Strange" (Celeste)                                     | Stemt videre | 17,62%        | 1                |
| Sangdyst   |                     |                                                         |              |               |                  |
| Rækkefølge | Artist              | Sang (original kunstner)                                | Resultat     | Resultat      | Resultat         |
| 1          | Diverse             | ''Nattely'' (Pil)                                       | Stemt ud     | Stemt ud      | Stemt ud         |
| 2          | Rosita              | ''One'' (U2)                                            | Stemt videre | Stemt videre  | Stemt videre     |

Dommerne stemte ud:
- Blachmann: Diverse
- Kvamie Liv: Rosita
- Simon Kvamm: Diverse

#### Uge 2 (24. februar)
- Tema: 00'erne[16]

| Rækkefølge | Artist              | Sang (original kunstner)          | Resultat     | Stemmeprocent | Plads i liveshow |
| ---------- | ------------------- | --------------------------------- | ------------ | ------------- | ---------------- |
| 1          | ROSÉL               | "Op med ho'det" (Natasja)         | Stemt videre | 14,75%        | 3                |
| 2          | Clara Nedergaard    | "Sweet Dogs" (Trolle Siebenhaar)  | Stemt videre | 15,82         | 2                |
| 3          | Henrik              | "Hun Vil Ha` En Rapper" (Jooks)1  | Stemt videre | 14,04%        | 5                |
| 4          | Rosita              | "Verdensmester" (Nikolaj Nørlund) | I farezonen  | 4,58%         | 8                |
| 5          | Nambahlou           | "The Pretender" (Foo Fighters)    | I farezonen  | 7,57%         | 7                |
| 6          | Theodor             | "Venter På Vin" (Balstyrko)       | Stemt videre | 14,60%        | 4                |
| 7          | Sigalaz             | "Rockstar" (N.E.R.D)              | Stemt videre | 16,77%        | 1                |
| 8          | Kristoffer Lundholm | "Vi To" (Medina)                  | Stemt videre | 11,87%        | 6                |
| Sangdyst   |                     |                                   |              |               |                  |
| Rækkefølge | Artist              | Sang (original kunstner)          | Resultat     | Resultat      | Resultat         |
| 1          | Rosita              | "Godspeed" (James Blake)          | Stemt ud     | Stemt ud      | Stemt ud         |
| 2          | Nambahlou           | "Faux Semblants" (Anabel)         | Stemt videre | Stemt videre  | Stemt videre     |

 Sangerinden Szhirley overraskede på scenen, da hun under Henriks optræden pludselig dukkede op og sang duet med Henrik.
Dommerne stemte ud:
- Blachmann: Nambahlou

- Kvamie Liv: Rosita

- Simon Kvamm: Rosita

#### Uge 3 (3. marts)
- Tema: Suppe, steg & is[18]

| Rækkefølge | Artist              | Sang (original kunstner)                      | Resultat     | Stemmeprocent | Plads i liveshow |
| ---------- | ------------------- | --------------------------------------------- | ------------ | ------------- | ---------------- |
| 1          | Sigalaz             | "Brdr. Gebis" (Shu-bi-dua)                    | Stemt videre | 15,38%        | 4                |
| 2          | Kristoffer Lundholm | "Skibe uden sejl" (Anne Grete & Peter Thorup) | I farezonen  | 12,75%        | 6                |
| 3          | Nambahlou           | "Så Længe Jeg Lever" (John Mogensen)          | Stemt videre | 15,58%        | 3                |
| 4          | ROSÉL               | "Rigtige Venner" (Jodle Birge)                | Stemt videre | 15,65%        | 2                |
| 5          | Clara Nedergaard    | "Ensomhedens Gade Nr. 9" (John Mogensen)      | Stemt videre | 16,51%        | 1                |
| 6          | Henrik              | "En respektabel mand" (De Nattergale)         | I farezonen  | 9,77%         | 7                |
| 7          | Theodor             | "Der Er Noget Galt I Danmark" (John Mogensen) | Stemt videre | 14,35%        | 5                |
| Sangdyst   |                     |                                               |              |               |                  |
| Rækkefølge | Artist              | Sang (original kunstner)                      | Resultat     | Resultat      | Resultat         |
| 1          | Kristoffer Lundholm | "Love & Hate" (Michael Kiwanuka)              | Stemt videre | Stemt videre  | Stemt videre     |
| 2          | Henrik              | "Café Måneskin" (Lars Lilholt Band)           | Stemt ud     | Stemt ud      | Stemt ud         |

Dommerne stemte ud:
- Blachmann: Henrik

- Kvamie Liv: Kristoffer Lundholm

- Simon Kvamm: Henrik

#### Uge 4 (10. marts)
- Tema: På Klubben[19]

| Rækkefølge | Artist              | Sang (original kunstner)                           | Resultat     | Stemmeprocent | Plads i liveshow |
| ---------- | ------------------- | -------------------------------------------------- | ------------ | ------------- | ---------------- |
| 1          | Clara Nedergaard    | "These boots are made for walkin‘" (Nancy Sinatra) | Stemt videre | 17,77%        | 3                |
| 2          | Theodor             | "Slikhår" (Kidd)                                   | Stemt videre | 17,88%        | 2                |
| 3          | Kristoffer Lundholm | "Amager forbrænding" (Carl Emil Petersen)          | I farezonen  | 12,88%        | 6                |
| 4          | Sigalaz             | "Freedom" (Pharrell Williams)                      | Stemt videre | 20,49%        | 1                |
| 5          | Nambahlou           | "Silverflame" (Dizzy Mizz Lizzy)                   | I farezonen  | 14,69%        | 5                |
| 6          | ROSÉL               | "Kender du følelsen" (Statisk)                     | Stemt videre | 16,28%        | 4                |
| Sangdyst   |                     |                                                    |              |               |                  |
| Rækkefølge | Artist              | Sang (original kunstner)                           | Resultat     | Resultat      | Resultat         |
| 1          | Kristoffer Lundholm | "Tiden læger alle sår" (Hans Philip)               | Stemt ud     | Stemt ud      | Stemt ud         |
| 2          | Nambahlou           | "As It Was" (Hozier)                               | Stemt videre | Stemt videre  | Stemt videre     |

Dommerne stemte ud:
- Blachmann: Kristoffer Lundholm

- Kvamie Liv: Kristoffer Lundholm

- Simon Kvamm: Nambahlou

#### Uge 5 (17. marts)
- Tema: Du er Ikke Alene[20]
- Gruppeoptræden: "Du Er Ikke Alene" (Sebastian; fremført af de 5 livedeltagere og Det Danske Drengekor)
- Gæsteoptræden: "Not Alone" (Jada)

Alle livedeltagerne havde selskab af Det Danske Drengekor under deres liveoptræden.
| Rækkefølge | Artist           | Sang (original kunstner)         | Resultat     | Stemmeprocent | Plads i liveshow |
| ---------- | ---------------- | -------------------------------- | ------------ | ------------- | ---------------- |
| 1          | ROSÉL            | "Barndommens gade" (Anne Linnet) | Stemt videre | 22,86%        | 2                |
| 2          | Clara Nedergaard | "Ceilings" (Lizzy McAlpine)      | I farezonen  | 17,20%        | 4                |
| 3          | Nambahlou        | "Exist" (Liss)                   | I farezonen  | 13,23%        | 5                |
| 4          | Theodor          | "Under Bøgen" (Gnags)            | Stemt videre | 25,05%        | 1                |
| 5          | Sigalaz          | "All For Us" (Labrinth)          | Stemt videre | 21,63%        | 3                |
| Sangdyst   |                  |                                  |              |               |                  |
| Rækkefølge | Artist           | Sang (original kunstner)         | Resultat     | Resultat      | Resultat         |
| 1          | Clara Nedergaard | "Carry Me Home" (Jorja Smith)    | Stemt ud     | Stemt ud      | Stemt ud         |
| 2          | Nambahlou        | "Monalisa" (Lojay & Sarz)        | Stemt videre | Stemt videre  | Stemt videre     |

Dommerne stemte ud:
- Blachmann: Nambahlou

- Kvamie Liv: Clara Nedergaard

- Simon Kvamm: Clara Nedergaard

#### Uge 6 (24. marts)
- Tema: Upcoming & legender[21]
- Gæsteoptræden: "Tired" og "Bounce" (Meum Zel)

| Rækkefølge | Artist    | Sang (original kunstner)                    | Rækkefølge | Sang (original kunstner)  | Resultat     | Stemmeprocent | Plads i liveshow |
| ---------- | --------- | ------------------------------------------- | ---------- | ------------------------- | ------------ | ------------- | ---------------- |
| 1          | Nambahlou | "Gode dage, Gode drinks" (Lamin)            | 8          | "Forårsdag" (Anne Linnet) | Stemt Ud     | 21,69%        | 4                |
| 2          | ROSÉL     | "Det' kun vigtigt, hvad det er" (Guldimund) | 5          | "Magisk" (Nik & Jay)      | Stemt Videre | 25,70%        | 2                |
| 3          | Sigalaz   | "Højhus (Hvor Går Vi Hen)" (Statisk)        | 7          | "Følesen" (Kesi)          | Stemt Videre | 30,53%        | 1                |
| 4          | Theodor   | "Formskifter" (Joyce)                       | 6          | "Buster" (Nanna)          | Stemt Videre | 22,08%        | 3                |

Efter at Nambahlou blev stemt ud, fremførte hun "Kan Du Se Mig", som var hendes første single i eget navn. Sangen er skrevet og produceret i samarbejde med Tina Mellemgaard, der kom på tredjepladsen i X Factor sæson 15.

#### Uge 7 (31. marts)
- Tema: Dommervalg, duet & vindersang[22]
- Gruppeoptræden: "En Stemme" (The Minds of 99; fremført af de 9 livedeltagere), "Farewell" (Rihanna) og "Hello, Goodbye" (The Beatles; fremført af de 9 livedeltagere samt udvalgte livedeltagere fra sæson 9-15 som en hyldestsang til Sofie Linde), "Love Yourself" (Justin Bieber; fremført af de tidligere X Factor 2023 deltagere, der ikke kom med i Live)
- Gæsteoptræden: "Stor Mand" og "Smugryger" (Andreas Odbjerg), "Terrier" (Ida Lauerberg), "Pompeii" og "What A Life" (Scarlet Pleasure)

| Rækkefølge | Artist  | Sang (original kunstner) - Dommervalg | Rækkefølge | Sang (original kunstner) - Duet                                                     | Speciel Guest | Stemmeprocent | Plads i liveshow | Rækkefølge | Vindersang                  | Stemmeprocent | Resultat    |
| ---------- | ------- | ------------------------------------- | ---------- | ----------------------------------------------------------------------------------- | ------------- | ------------- | ---------------- | ---------- | --------------------------- | ------------- | ----------- |
| 1          | Sigalaz | "Når Mænd de græder" (Tobias Rahim)   | 6          | "Juice" & "All In" (Blæst)                                                          | Blæst         | 39.57%        | 1                | 2          | "Let's Go" (Sigalaz)        | 46.08%        | Andenplads  |
| 2          | Theodor | "Guleroden" (Kim Larsen)              | 4          | "Vi er her ikke for evigt, men vi er her lidt endnu" & "Lyden af livet" (Barselona) | Barselona     | 22.9%         | 3                |            |                             |               | Tredjeplads |
| 3          | ROSÉL   | "Uden Forsvar" (Marie Key)            | 5          | "Omvendt" & "Dronning af Månen" (Pil)                                               | Pil           | 37.53%        | 2                | 1          | "JEG ER ALMINDELIG" (ROSÉL) | 53.92%        | Vinder      |

Efter at Theodor blev stemt ud, fremførte han "cirkus theo", som var hans vindersingle skrevet i eget navn.